# 澳門巴士C07路線
澳門巴士C07路線是已取消的路線，由應變協調中心開設，由新福利營運，往返社區治療中心（澳門蛋）和路環市區。

## 簡介及歷史
- 2022年12月19日，本線正式開辦，由澳門蛋社區治療中心作起點站，經九澳隧道、九澳聖母馬路、海蘭花園往返路環市區。[1][2][3]
- 2023年1月8日，因應疫情過渡期結束，本線結束營運。[4]

## 使用車輛
- 蘇州金龍KLQ6108GQ30
（由新型冠狀病毒感染應變協調中心租賃新福利非營運車輛行駛）

## 路線資料

### 收費
- 免費（供COVID-19核酸單管檢測陽性或快速抗原檢測陽性人士乘坐）

### 服務時間及班距
| 服務時間               | 每天                          |                               |
| ---------------------- | ----------------------------- | ----------------------------- |
| 社區治療中心（澳門蛋） | 13:00 14:30 16:00 17:30 19:00 | 13:00 14:30 16:00 17:30 19:00 |
| 班距                   | 90分鐘                        |                               |

### 路線停站
| C07  | 社區治療中心（澳門蛋） ↺ 路環市區 | 社區治療中心（澳門蛋） ↺ 路環市區 | 社區治療中心（澳門蛋） ↺ 路環市區 |
| 序號 | 循環線                            | 循環線                            | 循環線                            |
| 序號 | 站號                              | 站名                              | 社區門診／社區治療中心            |
| 1    | L903                              | 社區治療中心 （澳門蛋）           | 感染者社區治療中心                |
| 2    | L916                              | 九澳聖母馬路 （九澳聖若瑟學校）   |                                   |
| 3    | L917                              | 賈梅士大馬路 （海蘭花園）         |                                   |
| 4    | L918                              | 路環市區                          | 前路環中葡學校社區門診            |
| 5    | L917                              | 賈梅士大馬路 （海蘭花園）         |                                   |
| 6    | L916                              | 九澳聖母馬路 （九澳聖若瑟學校）   |                                   |
| 7    | L903                              | 社區治療中心 （澳門蛋）           | 感染者社區治療中心                |

## 外部連結
- 澳門新福利公共汽車有限公司（官方網站） （页面存档备份，存于）